# El Campillo (Huelva)
El Campillo è un comune spagnolo di 2 386 abitanti situato nella comunità autonoma dell'Andalusia, provincia di Huelva, comarca di Cuenca Minera.